# 劉士寧
劉士寧（?—?），宣武軍節度使劉玄佐之子。
貞元八年（792年）四月，劉玄佐死後，劉士寧繼任，淫亂殘忍，出畋輒數日不返。都知兵馬使李萬榮得人心，士寧對他有戒心，奪其兵權，令萬榮前往汴州。一日士寧外出遊獵，三軍將士遂閉城門，驅逐劉士寧。劉士寧奔歸京師。德宗授李萬榮為留後，此後宣武軍越發驕傲蠻橫，陸續又發生四次兵變（韓惟清兵變、李迺事件、鄧惟恭兵變、陸長源事件）。